# Tribunal de Contas da União
O Tribunal de Contas da União (TCU) é uma instituição brasileira prevista na Constituição Federal para exercer a fiscalização contábil, financeira, orçamentária, operacional e patrimonial da União e das entidades da administração direta e administração indireta, quanto à legalidade, à legitimidade e à economicidade e a fiscalização da aplicação das subvenções e da renúncia de receitas. Faz parte do poder legislativo e tem função auxiliar ao Congresso Nacional, sem subordinação, no planejamento fiscal e orçamentário anual.
Tanto pessoa física quanto pessoa jurídica, seja de direito público ou direito privado, que utilize, arrecade, guarde, gerencie ou administre dinheiros, bens e valores públicos ou pelos quais a União responda, ou que, em nome desta, assuma obrigações de natureza pecuniária tem o dever de prestar contas ao TCU. Conforme o art. 71 da Constituição Federal o Tribunal de Contas da União é uma instituição com autonomia administrativa, financeira e orçamentária. 

## Conceituação

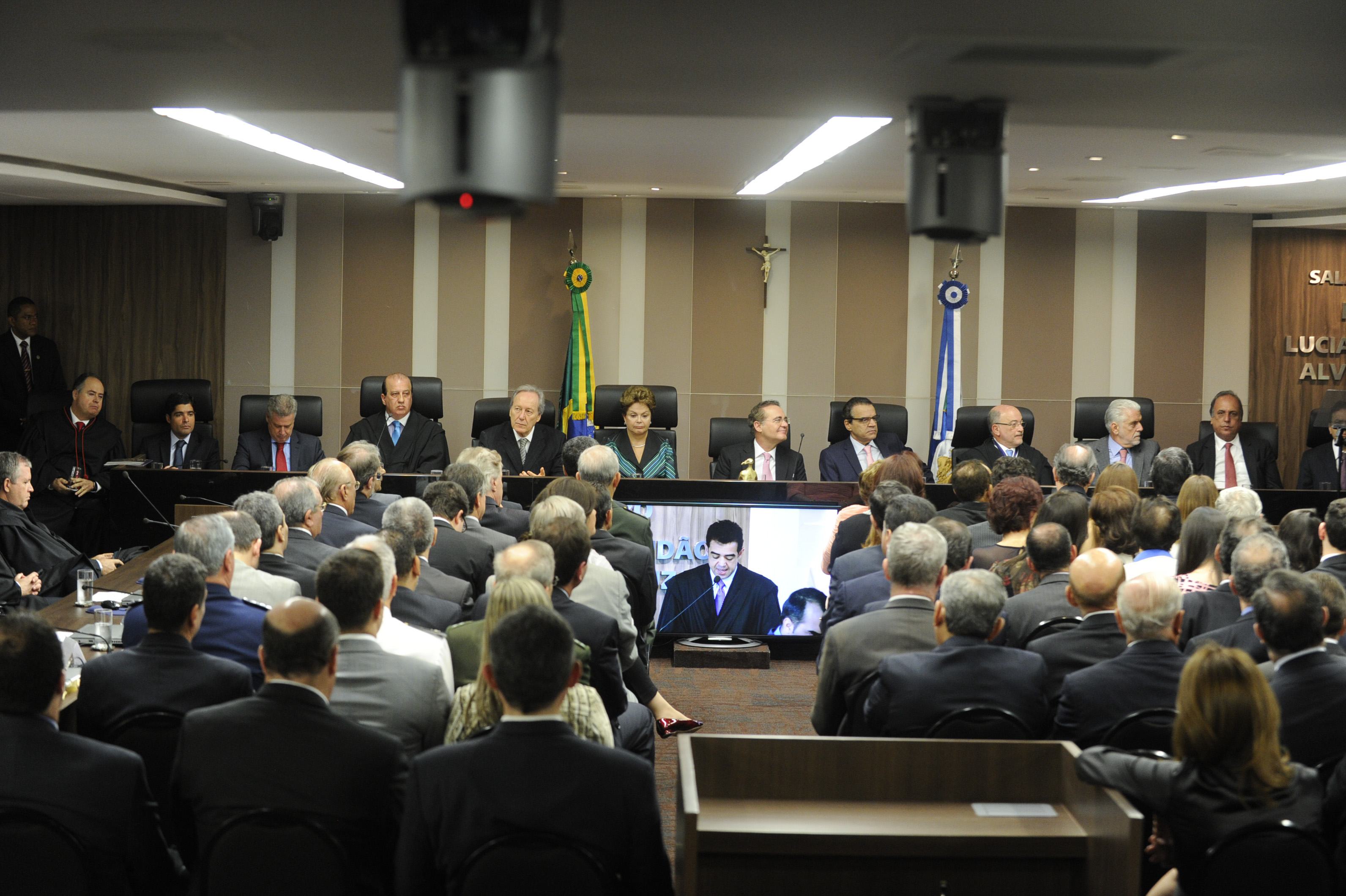
Plenário do Tribunal de Contas da União na ocasião da posse do Ministro Aroldo Cedraz como presidente.

A atividade de fiscalização do TCU é denominada controle externo em oposição ao controle interno feito pelo próprio órgão sobre seus próprios gastos. Seu objetivo é garantir que o dinheiro público seja utilizado de forma eficiente atendendo aos interesses públicos.
Os responsáveis pelo controle interno, ao tomarem conhecimento de qualquer irregularidade ou ilegalidade, devem comunicá-la ao Tribunal de Contas da União, ou serão considerados cúmplices (responsabilidade solidária) e penalizados na forma da lei (sendo possível a demissão).
Além disso o artigo 74 da Constituição Federal deixa claro que qualquer cidadão, partido político, associação ou sindicato é parte legítima para, na forma da lei, denunciar irregularidades ou ilegalidades perante o Tribunal de Contas da União.
Embora o nome sugira que faça parte do Poder Judiciário, o TCU está administrativamente enquadrado no Poder Legislativo. Essa é a posição adotada no Brasil, pois em outros países essa corte pode integrar qualquer dos outros dois poderes. Sua situação é de órgão auxiliar do Congresso Nacional, e como tal exerce competências de assessoria do Parlamento, bem como outras privativas. Não há submissão entre o Congresso e o TCU, pois cada qual detém prerrogativas constitucionais próprias. Por não ser parte do Poder Judiciário, suas decisões são apenas administrativas e não fazem coisa julgada - logo, em regra, são recorríveis para a Justiça.
Note que a definição de que o TCU está enquadrado administrativamente ou hierarquicamente a qualquer dos três poderes é um assunto polêmico.

Bandeira do Tribunal de Contas da União

## Ministros
O tribunal é integrado por nove ministros, que devem atender aos seguintes requisitos para serem nomeados:
- Mais de 35 anos e menos de 70 anos
- Idoneidade moral e reputação ilibada
- Notórios conhecimentos jurídicos, contábeis, econômicos e financeiros ou de administração pública
- Mais de 10 anos de exercício de função ou de efetiva atividade profissional que exija os conhecimentos mencionados no item anterior

Quanto a sua escolha:
- Um terço dos ministros será escolhido pelo Presidente da República, com aprovação do Senado Federal, sendo dois alternadamente dentre auditores e membros do Ministério Público junto ao Tribunal, dentre os três nomes escolhidos pelo Tribunal, segundo os critérios de antiguidade e merecimento
- Os outros dois terços serão escolhidos pelo Congresso Nacional e nomeados pelo presidente

Os ministros do Tribunal de Contas da União terão as mesmas garantias, prerrogativas, impedimentos, vencimentos e vantagens dos ministros do Superior Tribunal de Justiça (STJ), inclusive a vitaliciedade.

## Histórico
Tem suas raízes no Erário Régio ou Tesouro Real Público, criado pelo então príncipe-regente Dom João, mediante alvará de 28 de junho de 1808, em que no seu título VI, segundo Agenor de Roure, traz como a origem do Tribunal de Contas no Brasil.
Na Constituição brasileira de 1824, em seus artigos 170 e 172, outorgada por Pedro I, rezava que a apreciação das contas públicas dar-se-ia mediante um Tribunal, chamado de Tesouro Nacional. 
Desde 1826, diversos deputados defenderam a criação de um Tribunal fiscalizador das contas públicas. Em 1831 o alvará de 1808 é revogado e, então, pela lei de 4 de outubro de 1831, esta dá regulamentação aos artigos 170 e 172 da Constituição, assim criado o Tribunal do Tesouro Público Nacional.
E com a República o projeto de lei de autoria de Manuel Alves Branco foi aprovado e instituído no Brasil o Tribunal de Contas, seguindo os modelos francês ou belga, mediante o Decreto-Lei 966-A, de 7 de novembro de 1890. Mas este não restou regulamentado, surgindo então a força política de Ruy Barbosa na justificação deste decreto.
De fato, com a Carta Magna de 1891 o Tribunal de Contas passou a ser preceito constitucional, in verbis:
Art. 89 - É instituído um Tribunal de Contas para liquidar as contas da receita e despesa e verificar a sua legalidade, antes de serem prestadas ao Congresso.
Os membros deste Tribunal serão nomeados pelo Presidente da República, com aprovação do Senado, e somente perderão os seus lugares por sentença.
O então ministro da fazenda Inocêncio Serzedelo Correia empenhou-se na criação e regulamentação desta entidade, que foi tornada efetiva pelo Decreto 1166, de 17 de dezembro de 1892. Em uma carta ao Marechal e Presidente Floriano Peixoto, de quem era Ministro da Fazenda, disse:
"é preciso antes de tudo legislar para o futuro. Se a função do Tribunal no espírito da Constituição é apenas a de liquidar as contas e verificar a sua legalidade depois de feitas, o que eu contesto, eu vos declaro que esse Tribunal é mais um meio de aumentar o funcionalismo, de avolumar a despesa, sem vantagens para a moralidade da administração.Se, porém, ele é um Tribunal de exação como já o queria Alves Branco e como têm a Itália e a França, precisamos resignar-nos a não gastar senão o que for autorizado em lei e gastar sempre bem, pois para os casos urgentes a lei estabelece o recurso."
Alves Branco, Serzedelo Correia e Ruy Barbosa são os três nomes principais para a criação do Tribunal, sendo Ruy Barbosa considerado o Patrono desta instituição e do demais Tribunais de Contas dos estados.

## Atribuições
As principais competências do Tribunal de Contas da União estão dispostas na Constituição Brasileira de 1988 e são as citadas a seguir. Há instrumentos legais que também atribuem atividades específicas ao TCU, como a Lei Complementar nº 101/2000 (Lei de Responsabilidade Fiscal) a Lei nº 4.320/1964 (Disposições sobre Direito Financeiro) e a Lei nº 8 666/1993 (Lei de Licitações e Contratos).
- Apreciar as contas prestadas anualmente pelo Presidente da República, mediante parecer prévio que deverá ser elaborado em sessenta dias a contar de seu recebimento
- Julgar as contas dos administradores e demais responsáveis por dinheiros, bens e valores públicos da administração direta e indireta, incluídas as fundações e sociedades instituídas e mantidas pelo Poder Público federal, e as contas daqueles que derem causa a perda, extravio ou outra irregularidade de que resulte prejuízo ao erário público
- Apreciar, para fins de registro, a legalidade dos atos de admissão de pessoal, a qualquer título, na administração direta e indireta, incluídas as fundações instituídas e mantidas pelo Poder Público, excetuadas as nomeações para cargo de provimento em comissão, bem como a das concessões de aposentadorias, reformas e pensões, ressalvadas as melhorias posteriores que não alterem o fundamento legal do ato concessório
- Realizar, por iniciativa própria, da Câmara dos Deputados, do Senado Federal, de Comissão técnica ou de inquérito, inspeções e auditorias de natureza contábil, financeira, orçamentária, operacional e patrimonial, nas unidades administrativas dos Poderes Legislativo, Executivo e Judiciário
- Fiscalizar as contas nacionais das empresas supranacionais de cujo capital social a União participe, de forma direta ou indireta, nos termos do tratado constitutivo
- Fiscalizar a aplicação de quaisquer recursos repassados pela União mediante convênio, acordo, juste ou outros instrumentos congêneres, a Estado, ao Distrito Federal ou a Município
- Prestar as informações solicitadas pelo Congresso Nacional, por qualquer de suas Casas, ou por qualquer das respectivas Comissões, sobre a fiscalização contábil, financeira, orçamentária, operacional e patrimonial e sobre resultados de auditorias e inspeções realizadas
- Aplicar aos responsáveis, em caso de ilegalidade de despesa ou irregularidade de contas, as sanções previstas em lei, que estabelecerá, entre outras cominações, multa proporcional ao dano causado ao erário
- Assinar prazo para que o órgão ou entidade adote as providências necessárias ao exato cumprimento da lei, se verificada ilegalidade
- Sustar, se não atendido, a execução do ato impugnado, comunicando a decisão à Câmara dos Deputados e ao Senado Federal
- Representar ao Poder competente sobre irregularidades ou abusos apurados

## Composição
Atualmente a formação do Tribunal é a seguinte:
| Cargo                        | Nome                     | Estado de origem  | Data da posse no TCU | Data limite (aposentadoria) | Nomeação                  | Origem da vaga               |
| ---------------------------- | ------------------------ | ----------------- | -------------------- | --------------------------- | ------------------------- | ---------------------------- |
| Presidente                   | Vital do Rêgo Filho      | Paraíba           | 22/12/2014           | 2038                        | Dilma Rousseff            | Senado Federal               |
| Vice-presidente e corregedor | Jorge Oliveira           | Rio de Janeiro    | 31/12/2020           | 2049                        | Jair Bolsonaro            | Presidente da República      |
| Ministro                     | Walton Alencar Rodrigues | Goiás             | 13/04/1999           | 2037                        | Fernando Henrique Cardoso | Ministério Público de Contas |
| Ministro                     | Benjamin Zymler          | Rio de Janeiro    | 11/09/2001           | 2031                        | Fernando Henrique Cardoso | Auditores do TCU             |
| Ministro                     | Augusto Nardes           | Rio Grande do Sul | 20/09/2005           | 2027                        | Luiz Inácio Lula da Silva | Câmara dos Deputados         |
| Ministro                     | Aroldo Cedraz            | Bahia             | 03/01/2007           | 2026                        | Luiz Inácio Lula da Silva | Câmara dos Deputados         |
| Ministro                     | Bruno Dantas             | Bahia             | 13/08/2014           | 2053                        | Dilma Rousseff            | Senado Federal               |
| Ministro                     | Antonio Anastasia        | Minas Gerais      | 03/02/2022           | 2036                        | Jair Bolsonaro            | Senado Federal               |
| Ministro                     | Jhonatan de Jesus        | Roraima           | 15/03/2023           | 2058                        | Luiz Inácio Lula da Silva | Câmara dos Deputados         |

Auditores (ministros-substitutos)
Os Auditores do TCU não são servidores públicos comuns. São agentes de estatura constitucional, previstos no art. 73 da Constituição Federal de 1988 (CF/88). O art. 73, § 4º, da CF/88 é claro ao dizer que o Auditor, quando em substituição a Ministro, terá as mesmas garantias e impedimentos do titular e, quando no exercício das demais atribuições da judicatura, as de juiz de Tribunal Regional Federal.
Atualmente, os Auditores do TCU são quatro:
- Augusto Sherman Cavalcanti
- Marcos Bemquerer Costa
- André Luís de Carvalho
- Weder de Oliveira

Ministério Público junto ao Tribunal de Contas da União (Ministério Público de Contas)
Atualmente os membros do Ministério Público junto ao TCU são sete:
- Cristina Machado da Costa e Silva - Procuradora-Geral de Contas
- Lucas Rocha Furtado - Subprocurador-Geral de Contas
- Paulo Soares Bugarin - Subprocurador-Geral de Contas
- Marinus Eduardo de Vries Marsico - Procurador de Contas
- Júlio Marcelo de Oliveira - Procurador de Contas
- Sérgio Ricardo C. Caribé - Procurador de Contas
- Rodrigo Medeiros de Lima - Procurador de Contas